# Lauren Ellis
Lauren Ellis, née le 19 avril 1989 à Ashburton, est une coureuse cycliste sur piste néo-zélandaise, spécialiste de la poursuite.

## Biographie
En 2006, Lauren Ellis est vice-championne du monde juniors de poursuite individuelle à Gand. Aux mondiaux juniors 2007 à Aguascalientes, elle remporte la médaille de bronze dans la même discipline.
Chez les élites, elle est vice-championne du monde de poursuite par équipes en 2009, avec Jaime Nielsen et Alison Shanks. Entre 2009 et 2014, elle est six fois championne d'Océanie sur piste. En 2010, lors des mondiaux à Copenhague, elle obtient la médaille de bronze en poursuite par équipes avec Rushlee Buchanan et Alison Shanks. Elles battent à cette occasion le record du monde de la discipline en 3 min 21 s 552. Ce record est effacé en mai 2010 par les Américaines Sarah Hammer, Dotsie Bausch et Lauren Tamayo en 3 min 19 s 569. Toujours durant ces championnats du monde, elle remporte la médaille d'argent sur la course aux points. Elle est également médaillée d'argent de la course aux points aux Jeux du Commonwealth.
En 2012, elle est sur route championne de Nouvelle-Zélande du contre-la-montre. La même année, elle participe à ses premiers Jeux olympiques et se classe cinquième de la poursuite par équipes.
En 2016, elle est sélectionnée pour prendre part aux Jeux olympiques de Rio de Janeiro, où elle termine au pied du podium de la poursuite par équipes et de l'omnium. L'année suivante, elle fait une pause dans sa carrière, pour devenir mère. Elle fait son retour à la fin de l'année 2018.

## Palmarès sur piste

### Jeux olympiques
- Londres 2012
  - 5e de la poursuite par équipes
- Rio 2016
  - 4e de la poursuite par équipes
  - 4e de l'omnium

### Championnats du monde
- Gand 2006 (juniors)
  -  Médaillée d'argent de la poursuite individuelle juniors
- Aguascalientes 2007 (juniors)
  -  Médaillée de bronze de la poursuite individuelle juniors
- Pruszkow 2009
  -  Médaillée d'argent de la poursuite par équipes
  - 11e du scratch
  - 12e de la course aux points
- Ballerup 2010
  -  Médaillée d'argent de la course aux points
  -  Médaillé de bronze de la poursuite par équipes
- Apeldoorn 2011
  - 8e de la poursuite individuelle
- Melbourne 2012
  - 4e de la poursuite par équipes (avec Alison Shanks et Jaime Nielsen)
  - 12e de la poursuite individuelle
- Saint-Quentin-en-Yvelines 2015
  - 4e de la poursuite par équipes
- Londres 2016
  - 4e de la poursuite par équipes
  - 8e de l'omnium

### Coupe du monde
- 2008-2009
  - 1re de la poursuite par équipes à Pékin (avec Kaytee Boyd et Alison Shanks)
- 2009-2010
  - 1re de la poursuite par équipes à Melbourne (avec Kaytee Boyd et Alison Shanks)
  - 2e de la poursuite par équipes à Pékin
- 2010-2011
  - 1re de la poursuite par équipes à Cali (avec Rushlee Buchanan et Alison Shanks)
  - 2e de la poursuite par équipes à Manchester
  - 3e de la poursuite par équipes à Melbourne
- 2011-2012
  - 2e de la poursuite par équipes à Cali
- 2015-2016
  - 3e de la poursuite par équipes à Cambridge
- 2018-2019
  - 3e de la poursuite par équipes à Hong Kong

### Jeux du Commonwealth
- New Delhi 2010
  -  Médaillé d'argent de la course aux points

### Championnats d'Océanie
- Adélaïde 2008
  -  Médaillée d'argent de la poursuite par équipes
- Invercargill 2009
  -  Championne d'Océanie de poursuite par équipes (avec Rushlee Buchanan et Kaytee Boyd)
  -  Médaillée d'argent de la poursuite
  -  Médaillée d'argent du scratch
- Adélaïde 2010
  -  Médaillée d'argent de la poursuite par équipes
- Invercargill 2011
  -  Championne d'Océanie de poursuite par équipes (avec Jaime Nielsen et Alison Shanks)
  -  Médaillée d'argent de la course aux points
  -  Médaillée de bronze de la poursuite
- Invercargill 2013
  -  Championne d'Océanie de poursuite
  -  Médaillée de bronze de la course aux points
  -  Médaillée de bronze de l'omnium
  -  Championne d'Océanie de poursuite par équipes (avec Rushlee Buchanan, Jaime Nielsen et Georgia Williams)
- Adélaïde 2014
  -  Championne d'Océanie de poursuite par équipes (avec Racquel Sheath, Jaime Nielsen et Georgia Williams)
  -  Championne d'Océanie de course aux points
- Invercargill 2019
  -  Médaillée de bronze de la poursuite

### Championnats de Nouvelle-Zélande
- Championne de Nouvelle-Zélande de poursuite juniors : 2006 et 2007

- Championne de Nouvelle-Zélande de course aux points : 2008 et 2013
- Championne de Nouvelle-Zélande du scratch : 2014
- Championne de Nouvelle-Zélande de l'omnium : 2015
- Championne de Nouvelle-Zélande de course à l'américaine : 2019

## Palmarès sur route
- 2012
  -  Championne de Nouvelle-Zélande du contre-la-montre
- 2015
  - 3e du championnat de Nouvelle-Zélande du contre-la-montre